# Sovjak, Trnovska vas
Sovjak je naselje v Občini Trnovska vas.